# Erwin Stoff
Erwin Stoff (n. 26 aprilie 1951, Vorona, România) este un producător de filme evreu româno-american. Câteva dintre filmele produse de acesta sunt: The Matrix, I Am Legend, Beautiful Creatures, Edge of Tomorrow și 13 Hours: The Secret Soldiers of Benghazi.